# سيباهات تونجيل
سيباهات تونجيل (ولدت في 5 يوليو 1975، في يازيهان بملاطية) هي سياسية تركية من أصل كردي، وناشطة تنادي بحقوق المرأة، وممرضة سابقة وعضوة بالبرلمان في تركيا.

## النشأة والتعليم
ولدت في يازيهان ودرست رسم الخرائط ومسح الأراضي في جامعة مرسين، قبل أن تبدأ مسيرتها السياسية من خلال الفرع النسائي لحزب ديمقراطية الشعب في العام 1998. لقد كانت نائبة الرئيس المشاركة ونائبة إسطنبول لحزب المجتمع الديمقراطي، حيث شاركت في المؤسسة. عملت أيضًا مع منظمات دولية مثل برنامج الأمم المتحدة الإنمائي ومنظمة العفو الدولية.

## الحياة السياسية
اعتقلت في 5 نوفمبر 2006 بزعم عضويتها في حزب العمال الكردستاني. لكن بعد ترشحها كمرشحة مستقلة ضمن تحالف ألف أمل للانتخابات البرلمانية من سجنها وبعد فوزها بمقعد في إسطنبول بـ93 ألف صوت، أطلق سراحها في يوليو 2007. لقد تم انتخابها لعضوية الجمعية الوطنية الكبرى لتركيا من السجن لمفاجأة الكثيرين. في الانتخابات البرلمانية لعام 2011، كانت مرشحة مستقلة للبرلمان بدعم من كتلة العمل والديمقراطية والحرية، وانتُخبت نائبة عن إسطنبول. بعد انتخابها قادت حركة انتقدت حقيقة عدم السماح لخطيب دجلة بتولي مقعده في البرلمان رغم انتخابه. وفي عام 2013، تم انتخابها كرئيسة مشاركة لحزب ديمقراطية الشعب مع أرطغرل كوركسو. في مايو 2016، تم انتخابها كرئيسة مشاركة لحزب المناطق الديمقراطية مع كاموران يوكسيك. اعتبارًا من سبتمبر 2016 تمت إزالة العديد من رؤساء البلديات من حزب المناطق الديمقراطية، دعت سيباهات الرئيسة المشاركة لحزب المناطق الديمقراطية رؤساء البلديات للعمل على الأشخاص من مباني الأحزاب بدلًا من البلديات.

### الاعتراف بالإبادة الجماعية الأرمنية
أدلت سيباهات تونجيل بعدة تصريحات دعت فيها تركيا للاعتراف بالإبادة الجماعية للأرمن. في نوفمبر 2014 قدمت سيباهات مشروع قانون الاعتراف بالإبادة الجماعية للأرمن في البرلمان التركي، وحثت الرئيس التركي رجب طيب أردوغان على تقديم اعتذار علني عن الإبادة الجماعية للأرمن.

### الادعاء والسجن
في 4 أكتوبر 2016، تم اعتقالها وأخذت إلى المعتقل في نوفمبر 2016. وفقًا لمكتب القانون الدولي، طالبت النيابة بسجنها لمدة 130 عامًا بتهم تتعلق بالإرهاب بسبب عضويتها في الحزب القانوني حزب المجتمع الديمقراطي وبسبب 16 بيانًا وخطبة ألقتها خلال الاجتماعات والمؤتمرات الصحفية التي عقدتها قبل اجتماعات حزب المناطق الديمقراطية. في 5 يناير 2018، حُكم عليها بالسجن لمدة عامين وثلاثة أشهر. في يناير 2019، بدأت إضرابًا عن الطعام تضامناً مع إضراب ليلى جوفين عن الطعام للمطالبة بإنهاء عزلة عبد الله أوجلان. في فبراير 2019، بينما كانت لا تزال في إضراب عن الطعام، لقد حُكم عليها بالسجن 15 عامًا لانتمائها إلى منظمة إرهابية والدعاية لمنظمة إرهابية.
في سبتمبر 2020، صدر حكم آخر بموجب المادة 299 المثيرة للجدل من قانون العقوبات التركي على مدى 11 شهرًا بتهمة إهانة الرئيس التركي رجب طيب أردوغان. لقد صدر الحكم بتهمة وصف أردوغان بـ«عدو المرأة» بسبب خطاب ألقاه عام 2016. كما أدلت بهذا التصريح بعد تصريحين مثيرين للجدل لأردوغان حيث قال علنًا في عام 2014 «النساء لا يتساوين مع الرجال» وفي عام 2016 قال «النساء اللواتي يرفضن الأمومة قاصرات وغير مكتملات». في 17 مارس 2021، طالب المدعي العام بكير شاهين تونجيل و686 سياسيًا آخر من حزب الشعوب الديمقراطي بفرض حظر لمدة خمس سنوات على الانخراط في السياسة إلى جانب إغلاق حزب الشعوب الديمقراطي بسبب الوحدة التنظيمية المزعومة للأحزاب مع حزب العمال الكردستاني.